# کوارتز ماونتین (اورگن)
کوارتز ماونتین (به انگلیسی: Quartz Mountain) یک منطقهٔ مسکونی در ایالات متحده آمریکا است که در اورگن واقع شده‌است. کوارتز ماونتین ۱٬۶۵۲٫۰۴ متر بالاتر از سطح دریا واقع شده‌است.